# Georgia-Pacific
Georgia-Pacific LLC là một công ty giấy và bột giấy của Hoa Kỳ, có trụ sở tại Atlanta, Georgia. Nó là một trong những nhà sản xuất và phân phối giấy vệ sinh, bột giấy, giấy, khăn lạnh, máy phát giấy vệ sinh và giấy lau tay, bao bì, các sản phẩm xây dựng và các hóa chất giấy liên quan lớn nhất thế giới. Vào mùa thu năm 2019, công ty có hơn 35.000 nhân viên tại hơn 180 địa điểm ở Bắc Mỹ, Nam Mỹ và châu Âu. Đây là một chi nhánh hoạt động và quản lý độc lập của Công ty Koch.

## Lịch sử

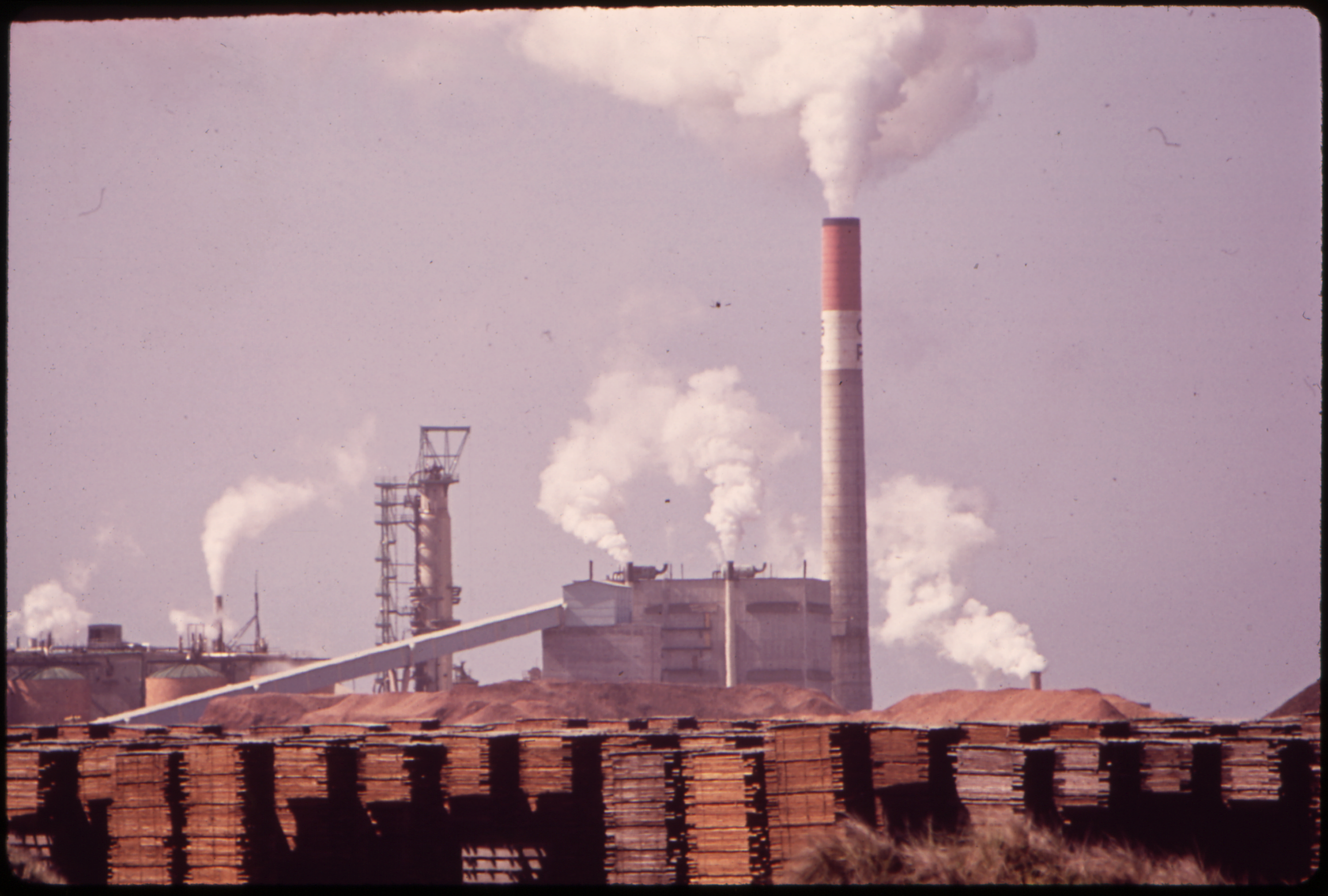
Máy chế biến gỗ Georgia-Pacific tại Eureka, California (Tháng 5 năm 1972).

Georgia-Pacific được thành lập bởi Owen Robertson Cheatham vào ngày 22 tháng 9 năm 1927 tại Augusta, Georgia, dưới tên Công ty gỗ cứng Georgia. Trong suốt những năm tiếp theo, công ty mở rộng hoạt động bằng cách thêm các nhà máy chế biến gỗ và sản xuất ván ép. Công ty mua nhà máy đầu tiên ở bờ Tây năm 1947 và đổi tên thành Georgia-Pacific Plywood & Lumber Company vào năm 1948. Năm 1956, công ty đổi tên thành Georgia-Pacific Corporation. Năm 1957, công ty mở rộng sang lĩnh vực giấy và bột giấy bằng cách xây dựng một nhà máy bột giấy kraft và bìa tại Toledo, Oregon. Công ty tiếp tục thực hiện một loạt các thương vụ mua lại, bao gồm US Plywood vào năm 1987, Great Northern Nekoosa vào năm 1990 và Fort James Corporation vào năm 2000. Fort James Corporation là kết quả của một loạt các sáp nhập doanh nghiệp bao gồm Fort Howard Corporation, James River Corporation và Crown-Zellerbach. Vào tháng 8 năm 2001, Georgia-Pacific hoàn thành việc bán bốn nhà máy giấy chưa phủ mực và các doanh nghiệp và tài sản liên quan của chúng cho công ty sản xuất giấy Canada Domtar với giá 1,65 tỷ đô la Mỹ.
Vào ngày 13 tháng 11 năm 2005, thông báo rằng Georgia-Pacific sẽ được Koch Industries mua lại. Vào ngày 23 tháng 12 năm 2005, Koch Industries hoàn thành việc mua lại Georgia-Pacific với giá 21 tỷ đô la Mỹ. Georgia-Pacific bị loại khỏi sàn giao dịch chứng khoán New York (trước đó giao dịch dưới ký hiệu GP) và cổ đông giao nhượng cổ phiếu của họ với giá khoảng 48 đô la Mỹ mỗi cổ phiếu.
Tháp Georgia-Pacific tại Atlanta vẫn tiếp tục đóng vai trò nhà trụ sở của công ty. Tòa nhà Crown Zellerbach được xây dựng làm trụ sở của Crown Zellerbach tại San Francisco vào năm 1959.
Vào ngày 11 tháng 1 năm 2010, Georgia-Pacific đã ký thỏa thuận mua lại nhà máy bảng gỗ vân cùng các cơ sở liên quan tại Englehart và Earlton, Ontario của Grant Forest Products, cũng như các nhà máy bảng gỗ vân của họ tại Clarendon và Allendale, South Carolina với giá khoảng 400 triệu đô la Mỹ. Giao dịch này đã hoàn thành vào tháng 7 năm 2013, sau khi được kiểm tra và chấp thuận bởi cơ quan quản lý của Canada và tòa án Hoa Kỳ theo quy trình kiểm tra sáp nhập Hart-Scott-Rodino.
Vào ngày 19 tháng 6 năm 2014, Georgia-Pacific thông báo sẽ mua lại SPG Holdings. Năm 2018, các cơ sở của Georgia-Pacific tại Taylorsville, Mississippi là nơi diễn ra cuộc đình công lao động kéo dài hai tuần.

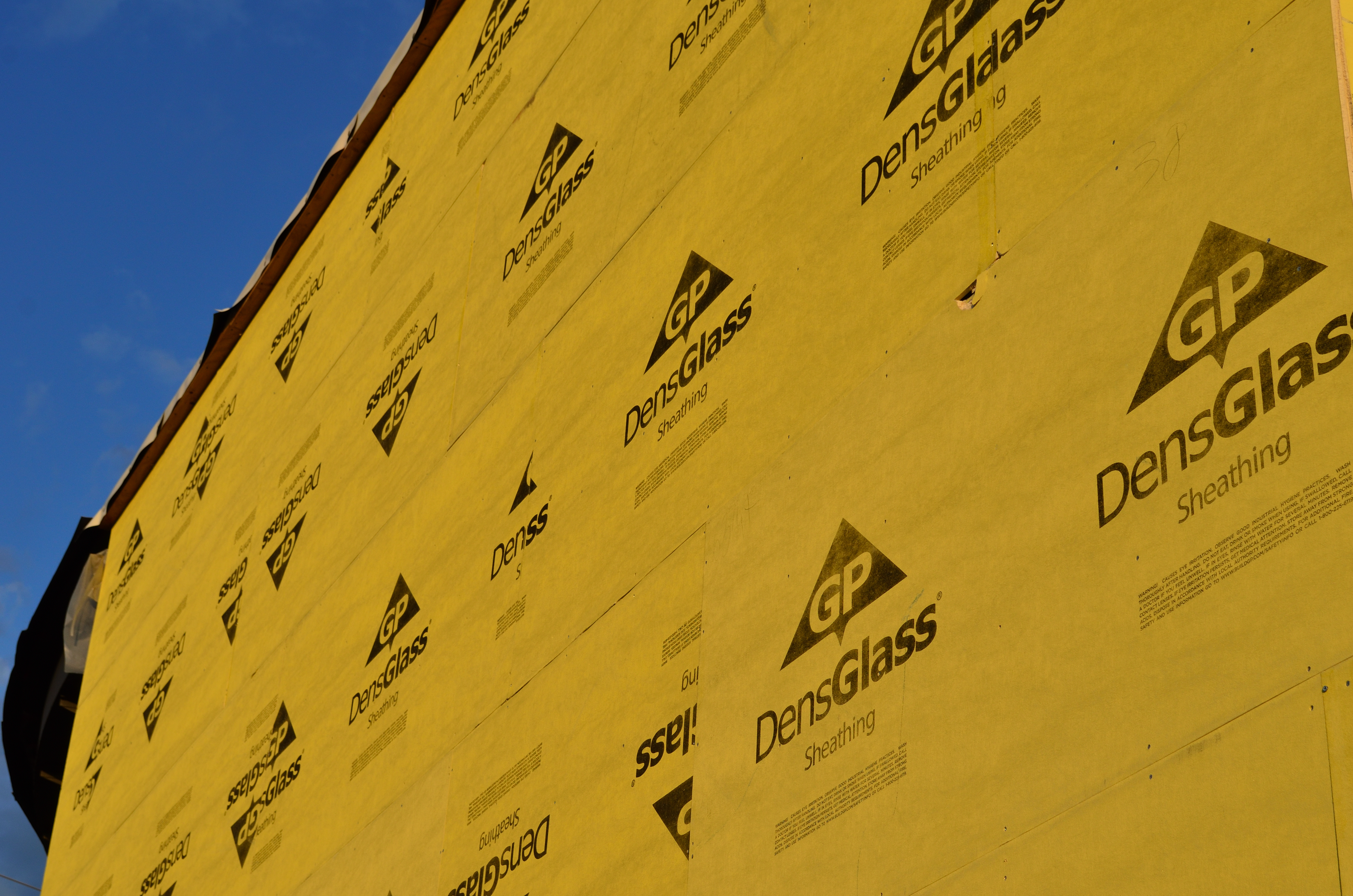
Bảng DensGlass Sheathing

## Hồ sơ môi trường

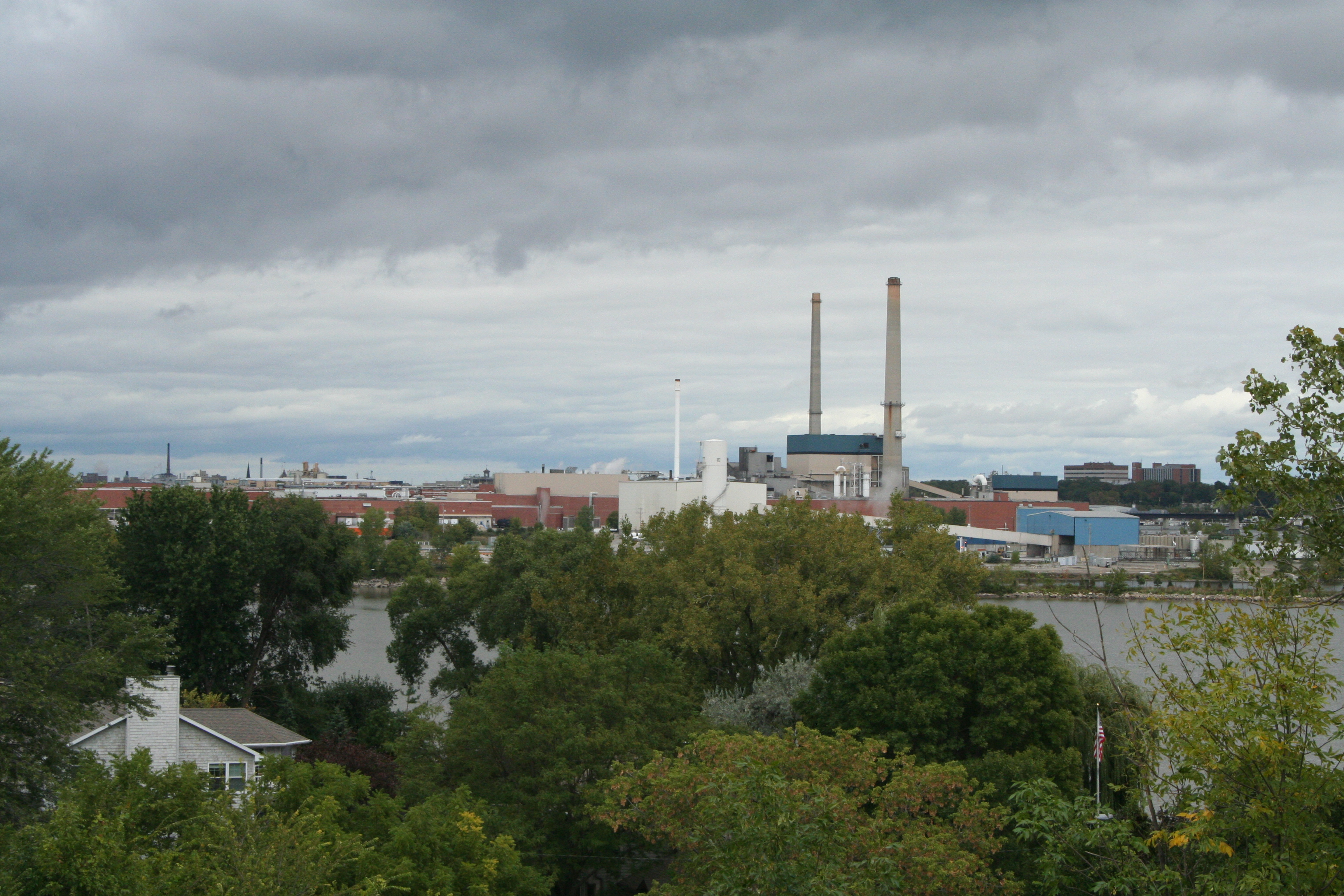
Cơ sở Broadway của Georgia-Pacific tại Green Bay, Wisconsin, trước đây thuộc sở hữu và vận hành của Fort Howard.

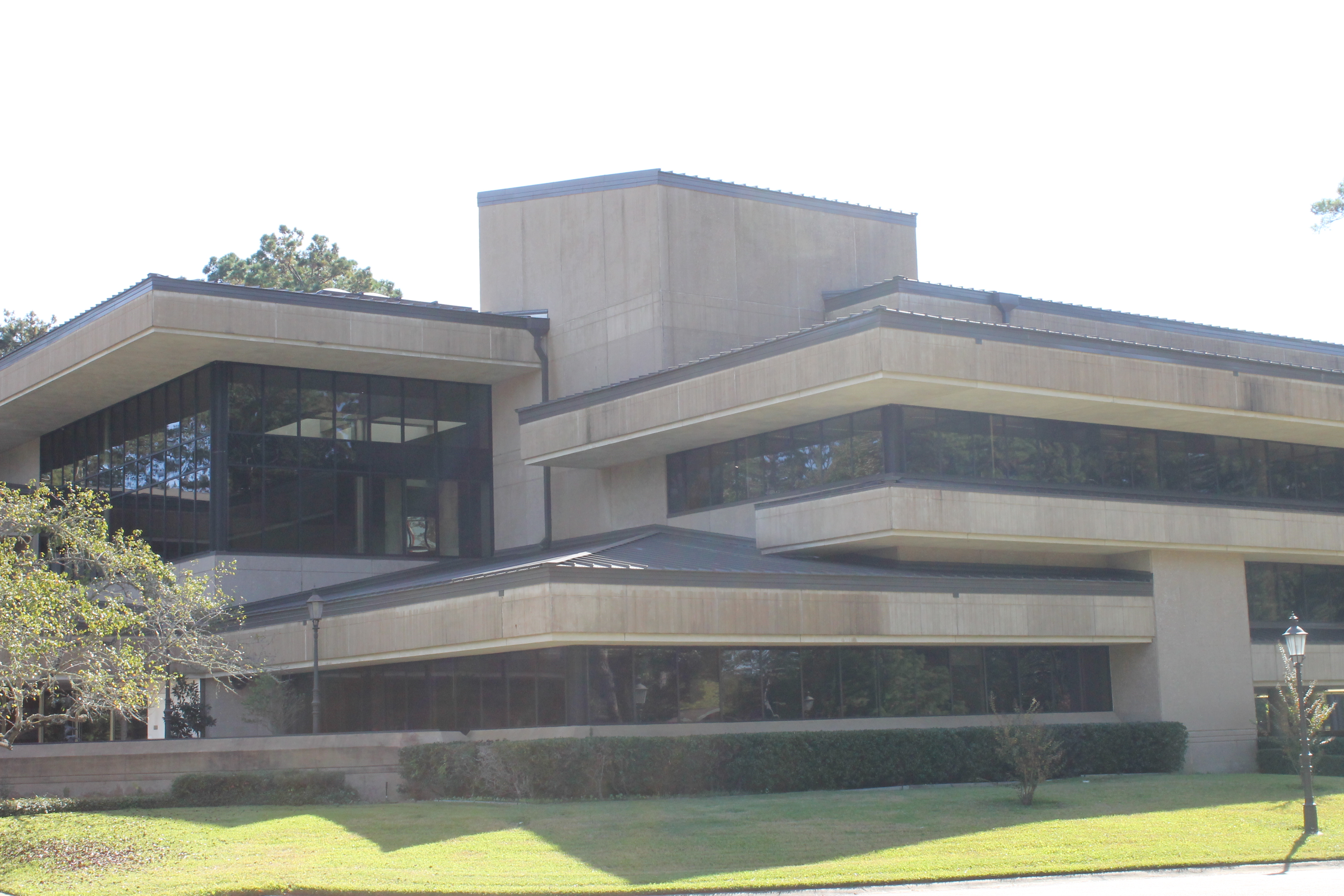
Văn phòng khăn lạnh tại Diboll, phía nam của Lufkin, Texas

Stephen Engelberg của The New York Times viết rằng vào năm 1995, Georgia-Pacific đã thuyết phục Ủy ban Tư pháp Hạ viện Hoa Kỳ thông qua một sửa đổi làm trì hoãn điều tra EPA về Tập đoàn Weyerhauser, Tập đoàn Louisiana-Pacific và Georgia-Pacific, lý luận rằng EPA đang "áp dụng không công bằng các tiêu chuẩn hiện nay cho các quyết định được đưa ra 10 đến 15 năm trước", và phương pháp kiểm tra của EPA đã nâng cao lượng khí thải từ các nhà máy sản xuất sản phẩm gỗ. Đối thủ của Georgia-Pacific tin rằng "biện pháp này có thể cho phép Georgia-Pacific tránh việc lắp đặt thiết bị xử lý ô nhiễm tại nhiều nhà máy của họ." Engelberg viết, "Tuy nhiên, [Georgia-Pacific] nói họ sẽ lắp đặt hệ thống kiểm soát tại các nhà máy cần thiết."
Georgia-Pacific cũng tham gia vào nhiều dự án khắc phục môi trường, trong đó có nhiều địa điểm được khắc phục từ các bãi chôn rác đã được sử dụng bởi các nhà sản xuất khác, các đô thị và các doanh nghiệp khác, cũng như cá nhân. Hai trong số các địa điểm khắc phục chính - dòng sông Fox ở Wisconsin và sông Kalamazoo ở Michigan - liên quan đến việc làm sạch PCB. Georgia-Pacific đóng góp vào công việc tháo dỡ đập nhằm làm sạch ô nhiễm PCB tại Kalamazoo.
Năm 2007, EPA thông báo về các thỏa thuận pháp lý giữa chính phủ, tiểu bang Michigan, Georgia-Pacific và Millennium Holdings (doanh nghiệp kế nhiệm của Allied Paper Corporation) yêu cầu các công ty khắc phục khoảng 21 triệu đô la Mỹ tổn thất môi trường tại khu vực chứa nước Plainwell. Một thỏa thuận khác yêu cầu thực hiện công việc khắc phục môi trường thêm 15 triệu đô la Mỹ tại Khu vực Kalamazoo River Superfund.
Georgia-Pacific là công ty sử dụng lượng sợi đã được tẩy trắng lớn nhất thế giới, và công ty con của họ là GP Harmon thương mại các vật liệu tái chế. Công ty đã mở rộng sang các thị trường khác ở các quốc gia như Mexico và Trung Quốc. Năm 2005, chủ tịch của phân ban này, Simon Davies, ước tính rằng Trung Quốc sẽ cần nhập khẩu giấy phế liệu từ Mỹ và các nước khác trong ít nhất 15 năm. Trong tương lai, ông khẳng định, sự tăng trưởng của tầng lớp trung lưu Trung Quốc sẽ đi đôi với sự gia tăng lớn về sản xuất giấy, và việc có hệ thống thu gom giấy hiệu quả sẽ mang lại lợi ích lớn cho họ.
Nhà máy giấy Georgia-Pacific tại Crossett, Arkansas, đã trở thành đề tài của bộ phim tài liệu về môi trường Company Town, phát hành vào năm 2016. Bộ phim cho rằng việc xử lý chất thải không đúng cách bởi nhà máy đã gây ra một cụm các trường hợp ung thư trong khu vực xung quanh nhà máy.

## Giải thưởng và từ thiện
Năm 2009, Cơ quan Bảo vệ Môi trường Hoa Kỳ đã trao giải thưởng SmartWay Excellence của EPA cho công ty con của Koch là Georgia-Pacific, "một sáng kiến cộng tác đổi mới giữa Cơ quan Bảo vệ Môi trường Hoa Kỳ (EPA) và ngành công nghiệp vận chuyển hàng hóa nhằm tăng cường hiệu quả năng lượng đồng thời giảm ô nhiễm không khí một cách đáng kể," và đặc biệt ca ngợi Georgia-Pacific. Giải thưởng nói:

Năm 2008, 93% hàng hóa của Georgia-Pacific được vận chuyển bởi các đối tác vận chuyển SmartWay, tăng 47% so với năm trước. Trong số 145 nhà vận chuyển mà Georgia-Pacific sử dụng, 104 đơn vị là nhà vận chuyển SmartWay, tăng 33% so với năm 2007. Năm 2008, Georgia-Pacific đã có sự tăng trưởng đáng kể trong việc vận chuyển bằng đường sắt nội địa. Georgia-Pacific đã có thể làm việc với khách hàng để tăng thời gian dẫn đầu và tạo thêm lô hàng vận chuyển đường sắt nội địa mà không ảnh hưởng nhiều đến nhu cầu của khách hàng, do đó tăng 39% số lượng lô hàng vận chuyển đường sắt nội địa vào năm 2008 so với năm 2007. Georgia-Pacific sử dụng phần mềm tiên tiến để đóng gói hàng hóa một cách hiệu quả hơn và tăng khả năng sử dụng khoang chứa trong các xe chở hàng của họ. Công ty cũng giảm lượng xe chở hàng trống đi 10%, tăng cường việc sử dụng đội xe cục bộ và thiết lập chính sách giảm tốc độ chạy tại 12 trung tâm phân phối của họ. Vào mùa hè năm 2008, Georgia-Pacific đã tổ chức một cuộc họp thượng đỉnh về tiết kiệm nhiên liệu nhằm tìm hiểu cách các nhà cung ứng và nhà vận chuyển cùng nhau để giảm tiêu thụ nhiên liệu trong hoạt động vận chuyển hàng hóa.

Chương trình Học bổng Quỹ Georgia-Pacific dành cho Con cái Nhân viên đã trao hơn 10,5 triệu đô la Mỹ học bổng đại học cho con cái của nhân viên của công ty từ năm 1988 đến 2013.